# دماغ عقابی

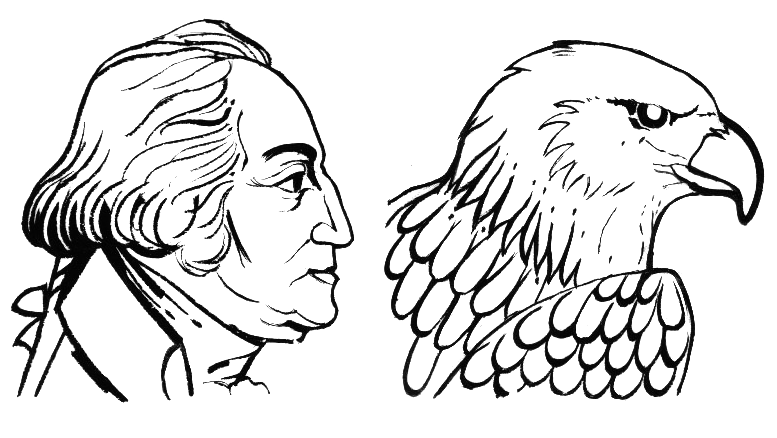
یک دماغ عقابی

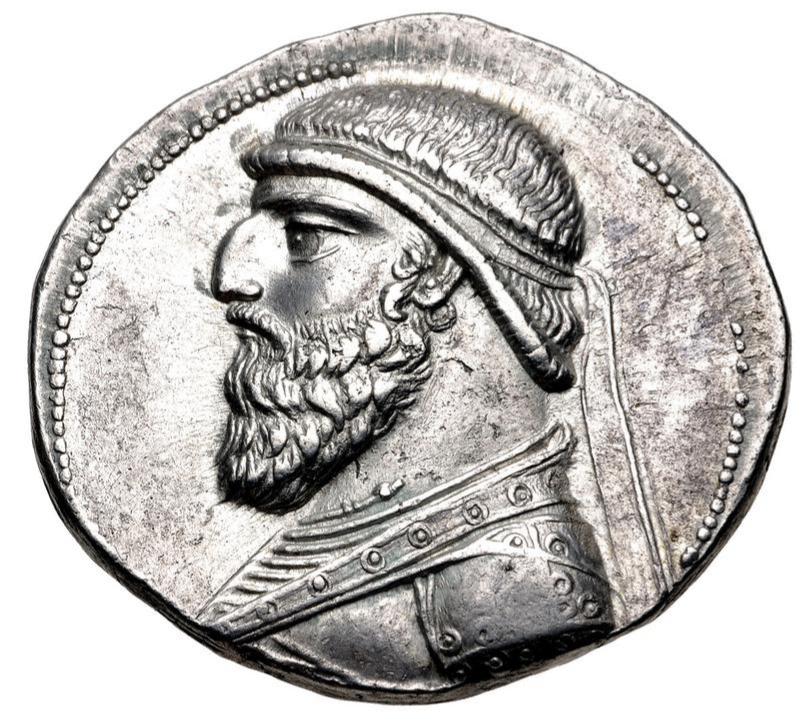
مهرداد دوم

دماغ عقابی نوعی از دماغ انسان با بخش استخوانی برجسته است که ظاهر دارای انحنا به آن می‌دهد. واژه عقابی به خاطر شباهت آن به منقار عقاب به آن گفته می‌شود. گرچه برخی دماغ عقابی را به گروه‌های خاص قومی، نژادی یا جغرافیایی منسوب کرده‌اند هیچ مطالعه علمی یا شواهدی چنین رابطه‌ای را توجیه نمی‌کند. این خصیصه در بسیاری از جمعیت‌های از نظر جغرافیایی متنوع مشاهده می‌شود